# Oljeraffinaderi

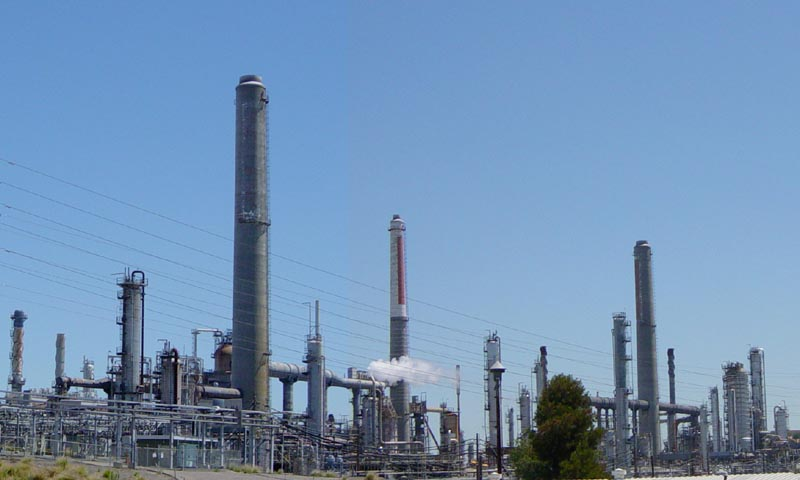
Oljeraffinaderi i Martinez, Kalifornien.

Ett oljeraffinaderi är ett raffinaderi där råolja raffineras och uppdelas i olika beståndsdelar med olika kokpunkt. De tre viktigaste produktströmmarna utgörs av gas och bensinråvara (nafta), mellandestillat (lätt eldningsolja och dieselolja) samt återstodsolja som utgör basen för tung eldningsolja (tjockolja).

## Olika typer av raffinaderier
Man brukar skilja mellan enkla och mer komplexa raffinaderier. I ett enkelt raffinaderi - som i huvudsak består av en destillationsanläggning - omvandlas råoljan i princip till de tre tidigare nämnda huvudprodukterna. Därefter sker en viss förädling, som exempelvis avsvavling och höjande av oktantal.
I ett komplext raffinaderi finns förutom destillationsanläggning även så kallade vidareförädlingsanläggningar. Syftet med sådana anläggningar är att ur råoljan få ut en så stor del lätta bränslen som möjligt, då dessa har ett högre pris än de tunga oljorna. För vidareförädling används bland annat visbreakers, krackers etcetera.

## Raffineringsprocessen

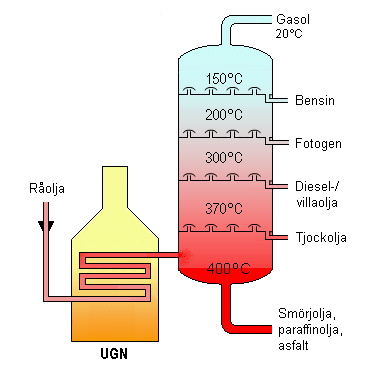
Bild över olika typer av olja som framställs i raffinaderier.

### Destillation
Råoljan separeras först genom en uppdelning av komponenter med olika kokpunkt i en process som kallas destillation. Råoljan upphettas under tryck till mellan 370 °C och 430 °C och pumpas in i den nedre delen av en destillationskolonn. Destillationskolonnen är uppdelad i 20-30 nivåer med 60 centimeters mellanrum. De nivåer som är längst ned är varmast och sedan avtar temperaturen ju högre upp man kommer. På det viset kommer olika delar av råoljan att kondensera på olika nivåer, varvid får man en uppdelning i komponenter med olika kokpunkt. De lätta produkterna hamnar högt upp i kolonnen, medan de tunga hamnar långt ned, se bild till höger.

### Raffinaderikomponenter
- Synsat: (Synergetic saturation). Avaromatiserar gasolja för att tillverka diesel MK1 varvid de farliga ämnena, bland annat aromater, i diesel reduceras.

- Visbreaker: (Viscosity breaker). Minskar viskositeten och gör oljan mer lättflytande.

- Mild hydrocracker: Lättare krackning (nedbrytning) av tung gasolja med hjälp av vätgas till lätt gasolja (diesel) eller fotogen.

- Hydrokracker: Bryter ner tjock vakuumgasolja för vidare bearbetning i en katalytisk kracker till bensin och gasol.

- Katalytisk kracker: Krackar, på katalytisk väg, oljan från hydrokracker till bensinkomponenter samt gasol.

- Plattformar: Höjer oktantalet hos bensin genom en katalysation.

- Isomeringsanläggning: Omgrupperar atomernas placering i kolvätemolekylen så att de blir mer grenade vilket i sin tur förbättrar bensinens egenskaper.

- Vätgasbehandling (GHT för HVO, Hydrogenated vegetable oil) Förädlar med vätgas fettsyramolekyler till alkaner och blir molekylärt identisk med kolväten i dieselolja.

Bland de olika produkter som utvinns ur råolja är det i världen störst efterfrågan på lätta produkter, såsom gasol, bensin och diesel. Efter destillationsfasen får man emellertid ut en förhållandevis stor mängd tunga oljor. Därför har man funnit nya sätt att utvinna mer lätta produkter ur de tunga fraktionerna som finns efter destilleringen.
Vid termisk krackning värms oljan kraftigt under högt tryck. Under denna behandling sönderdelas de långa kolvätena och bildar kortare kolväten. 
Vid katalytisk krackning värms oljan tillsammans med en katalysator, till exempel aluminiumoxid eller kiseloxid, och i denna process sönderdelas kolvätena till mindre molekyler. Vid katalytisk krackning har man även möjlighet att kontrollera vilka slutprodukter som bildas genom att justera katalysatorerna och reglera temperaturen.
Efter krackningen destilleras produkterna. Gaser, främst lägre alkener, eten och propen men även alkyner som acetylen bildas vid krackningen. Dessa gaser används bland annat till framställning av plaster. Alkener som bildas kan även reagera med varandra och bilda grenade (högoktaniga) kolväten.
Ett problem som uppstår när man tar ut fler lätta produkter ur de tunga är att de tunga får ännu sämre egenskaper. Kol-, vanadin- och svavel-halterna i tjockolja är idag mycket högre än de var förr. Detta leder till att fartygsmotorer, som är de främsta användarna av tjockolja, utsätts för stort slitage. Tjockoljan kan även innehålla farliga gifter som skadar miljön.

## Produkter
- Gasol: Propan, butan
- Bensin
- Fotogen för jetmotorer
- Dieselolja för mindre dieselmotorer
- Gasolja, en obehandlad dieselolja av lägre miljöklass och lägre cetantal.
- Eldningsoljor, klass 1-6. Olika viskositet och renhet.
- Brännoljor i olika klasser för större långsamtgående motorer i till exempel fartyg.
- Tjockolja med mycket hög viskositet, används uteslutande till stora fartyg.
- Bitumen, även kallat asfalt. Denna produkt kräver varmhållning för vara i flytande form och den fraktas ibland i speciella bitumentankers som har värmning i tankarna.
- Olja för tillverkning av motorolja och andra smörjoljor.
- Fett för smörjning eller kosmetiskt bruk, vaselin och vaxer.

Från raffinaderiet erhålls hundratals produkter, både färdiga och halvfärdiga. Det är inte bara bränslen utan även gaser, fetter och kemikalier som lämnar raffinaderiet. Till exempel etyn (acetylen) som används för metallbearbetning. Från avsvavlingen erhålls stora mängder svavel, vilken renas och säljs för kemtekniskt bruk.